# Chloralose
Chloralose (auch: α-Chloralose) ist eine chemische Verbindung, die als Schädlingsbekämpfungsmittel gegenüber Vögeln (Avizid) und Nagetieren (Rodentizid) eingesetzt wird.

## Darstellung
Chloralose kann durch eine Kondensationsreaktion von Glucose und Chloral unter Anwesenheit von Schwefelsäure hergestellt werden. Dabei entsteht neben weiteren Mono- und Dichloralosen auch α-Chloralose.

## Eigenschaften
Chloralose ist ein bitteres Kristallpulver.
Neben der α-Form der Chloralose existiert das Stereoisomer β-Chloralose.

## Verwendung
In der EU und in der Schweiz ist Chloralose für die Biozid-Produktart 14 (Rodentizide) zugelassen. Gegen Mäuse und Ratten wird es bei Temperaturen von unter 15 °C verwendet. Deren Tod erfolgt durch Unterkühlung. In den 1950er und 1960er Jahren wurde der Wirkstoff auch als Mittel gegen Krähen und Elstern eingesetzt. In Schweden wurde der Gebrauch durch Laien 2019 verboten.
In den Neurowissenschaften und in der Veterinärmedizin wurde Chloralose wegen ihrer betäubenden und sedierenden Eigenschaften verwendet, etwa zur Anästhesie von Versuchstieren. Die Verwendung von α-Chloralose in der Humanmedizin als Schlafmittel ist seit längerem obsolet.
Es sind in der EU und in der Schweiz keine Arznei- oder Tierarzneimittel auf der Basis dieses Wirkstoffs verkehrsfähig.

## Chloralose-Vergiftung
Chloralose ist auch für Kleintiere wie Hunde und Katzen gefährlich. Deshalb soll es nur in geschlossenen Räumen angewandt werden. Trotzdem kann es zu Vergiftungen kommen, wenn Tiere Mäuse fressen, die bereits den Köder aufgenommen haben. So kann im ungünstigen Fall bereits eine vergiftete Maus tödlich für Katzen sein.

## Handelsnamen
Celaflor, Whip Alpha 4, Raider Mäuseköder Alpha, Neudorff Sugan MäuseKöder.

## Externe Links zu erwähnten Verbindungen
1. ↑  Externe Identifikatoren von bzw. Datenbank-Links zu β-Chloralose:  CAS-Nr.: 16376-36-6, EG-Nr.: 240-429-2, ECHA-InfoCard: 100.036.738, PubChem: 5284343, ChemSpider: 4447425, Wikidata: Q27268085.